# هيلي هيلي
هيلي هيلي (بالدنماركية: Helle Helle)‏ (14 ديسمبر 1965 في الدنمارك)؛ كاتِبة وروائية دنماركية. درست في جامعة كوبنهاغن.

## روابط خارجية
- هيلي هيلي على موقع IMDb (الإنجليزية)
- هيلي هيلي على موقع مونزينجر (الألمانية)